# Fonds Séguier
Le fonds Séguier est constitué des archives du chancelier de France Pierre Séguier. Elles couvrent plusieurs décennies du XVIIe siècle.
Elles sont conservées à la bibliothèque nationale de France et au musée de l'Ermitage à Saint-Pétersbourg en Russie.